# ズリーニィ
ズリーニィ(ハンガリー語: Zrínyi）は、第二次世界大戦中にハンガリーで開発された自走砲である。105mm砲搭載のⅡ型と75mm砲搭載のⅠ型の2タイプがあるが、量産されたのは105mm砲搭載型のズリーニィIIのみで、1943年秋から1944年にかけて約70両が生産された。
“ズリーニィ(Zrínyi)”の名は、16世紀にトルコとの戦いで名を馳せた民族的英雄にちなむ。
ズリーニィは第二次世界大戦中にハンガリーで生産された装甲戦闘車両の中でも、最も成功したものであると評価されている。

## 開発と生産
ドイツ国防軍における突撃砲の成功に触発され、1942年夏、ハンガリーでも同種の車両を装備すべきとの提案が、ハンガリー国防省の自動車・戦闘車両課より軍に出された。しかし、すでに自国の軍への供給で手一杯だったドイツからはまとまった数を調達できそうになく、ハンガリーでは自国の資材を使って新型突撃砲を開発することになった。
マンフレート・ヴァイス社での検討の結果、車体は当時主力戦車として量産されていたトゥラーン中戦車のコンポーネントを極力流用し、主砲にはハンガリー製の105mm榴弾砲40Mが用いられることになった。この砲は牽引式の野戦榴弾砲として開発されたが、駐退復座機構に不具合があり、少なからぬ数の砲身がデッドストックとなっていたものだった。
実物大木型審査の後、1942年10月、マンフレート・ヴァイス社に試作車両の製作が発注され、同社ではトゥラーン中戦車の軟鉄製試作車(登録番号H-801)をベースに、12月までにこれを完成させた。
製作に伴い、トゥラーンの車体は下部で400mm(図面によっては450mmとしているものもある)広げられ、これに、イタリアのセモベンテに似た固定式戦闘室が設けられた。操縦席の関係で、主砲はやや左側に、半球形の内側防盾付きで装備された。
試作車の試験の終了を待たず、1943年1月、マンフレート・ヴァイス社に対して第1生産ロット40両の量産が発注された。5月には40/43M ズリーニィII として制式化された。
生産にあたっては、装甲板や砲は他社工場で製作されてマンフレート・ヴァイス社に引き渡されるという協同体制が組まれたが、その足並みが揃わず、最初の3両が完成したのは1943年9月になってからだった。しかもこの3両は装甲鋼板が間に合わず軟鉄製で、訓練用のみに使われた。装甲鋼板製の残り37両は、1944年1月までに引き渡された。
突撃榴弾砲採用の一方で、長砲身75mm戦車砲を搭載する対戦車型が計画された。プロトタイプ(H-801)が再び改装されて、長砲身型ズリーニィの試作車は1944年2月に完成、44M ズリーニィI と名付けられた。
この頃までに、ズリーニィを装備する部隊として、突撃砲大隊の編成が進められていた。突撃砲大隊の装備車両としては、むしろ75mm砲型のズリーニィI が主となる計画が立てられ、1944年9月までにズリーニィII の第2ロット50両、それ以降はズリーニィI に切り替えて110両量産するというスケジュールでの発注が行われた。
しかし実際には、材料不足から国産75mm戦車砲の生産計画は放棄され、結局、ズリーニィI は試作車1両のみの完成に終わった。
第2ロットのズリーニィII の生産はマンフレート・ヴァイス社で進められていたが、1944年7月27日、工場がアメリカ軍の爆撃により破壊され、生産は止まってしまった。その後、回収された装甲車体やエンジンを使い、ガンズ社で組立てが再開されたが、こちらもガンズ社のあるブダペストの包囲・陥落に伴い、11月には生産が不可能となった。
生産数は、マンフレート・ヴァイス社において合計60両、ガンズ社で1944年9月までに6両とされている。ガンズ社でのそれ以降の生産については不明である。
現在、ロシアのクビンカ戦車博物館に展示されているズリーニィIIが、唯一の現存車両と考えられている。

## 戦歴
完成したズリーニィII は、まず第1突撃砲大隊(各定数10両の3個中隊)に配備された。訓練の後、1944年4月、大隊は東部戦線に送られ、4月21日、初めての戦闘を経験した。7月初めからのソ連軍の大攻勢では、同大隊の第1、第2中隊は撤退する友軍のしんがりを受け持ち、大きな損害を出しつつも奮戦した。
第8突撃砲大隊は、1944年9月までに20両から25両のズリーニィII を受領した。その他の突撃砲大隊は、結局、最初に1、2両のズリーニィを訓練用に受け取っただけで、実際の装備としてはドイツ製のIII号突撃砲やヘッツァーが使われた。
ズリーニィ装備の突撃砲大隊は、その後ブダペスト防衛戦など、ハンガリー国内での防衛・撤退戦を戦い抜いた。

## バリエーション

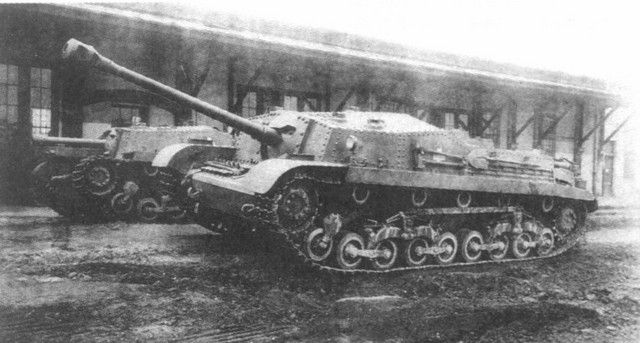
44M ズリーニィI

40/43M ズリーニィII (ズリーニィ105)
105mm砲を搭載した突撃榴弾砲で、ズリーニィの唯一の生産型。60両余りが生産された。1944年中に、車体両側に成形炸薬弾を防ぐためのパンチングボード製の追加装甲(ドイツ風に言うところの「シュルツェン」)が取り付けられた。
44M ズリーニィI (ズリーニィ75)
75mm砲を搭載した対戦車型。開発は突撃榴弾砲より後で、年式も新しいにもかかわらず、サブタイプ名としては、なぜかこちらにIが割り振られている。ズリーニィII の試作車を流用して1両のみ試作された。

## 参考資料
- アーダーム・ビーロー、小林孝訳　「知られざるハンガリーの突撃榴弾砲40/43Mズリーニィ」『Armour Modelling』1997年10月号、大日本絵画
- 中嶋俊秀　「第2次大戦のハンガリー戦車」『戦車マガジン』1990年6月号、戦車マガジン社
- Bonhardt Attila, Sárhidai Gyula, Winkler Lázaló "A MAGYAR KIRÁLYI HONVÉDSÉG FEGYVERZETE", ZRÍNYI KIADÓ（ハンガリー語）
- Tanks! Armoured warfare prior to 1946. https://web.archive.org/web/20070824235651/http://mailer.fsu.edu/~akirk/tanks/hun/Hungary.html